# دستارپوش مرمرین
دستارپوش مَرمَرین (نام علمی: Turbo marmoratus)، معروف به حلزون دستارپوش سبز، یا دستارپوش سبز بزرگ، گونه بزرگی از شکم‌پایان دریایی با دریچه کربنات‌کلسیم ضخیم در خانواده حلزون‌های دستارپوش است.
پوسته‌های این حلزون‌های بزرگ دریایی دارای لایه بسیار ضخیمی از مادرمروارید هستند. این گونه به‌عنوان منبع مادرمروارید به‌صورت تجاری صید شده است.

## پراکندگی
این حلزون‌های بزرگ در صخره‌های مرجانی در اقیانوس هند (در نزدیکی تانزانیا، ماداگاسکار، آلدابرا و حوضه ماسکارین) و اقیانوس آرام غربی استوا زندگی می‌کنند، همچنین در کوئینزلند و استرالیا. آنها شب‌زی هستند و از جلبک‌ها تغذیه می‌کنند.

## شرح

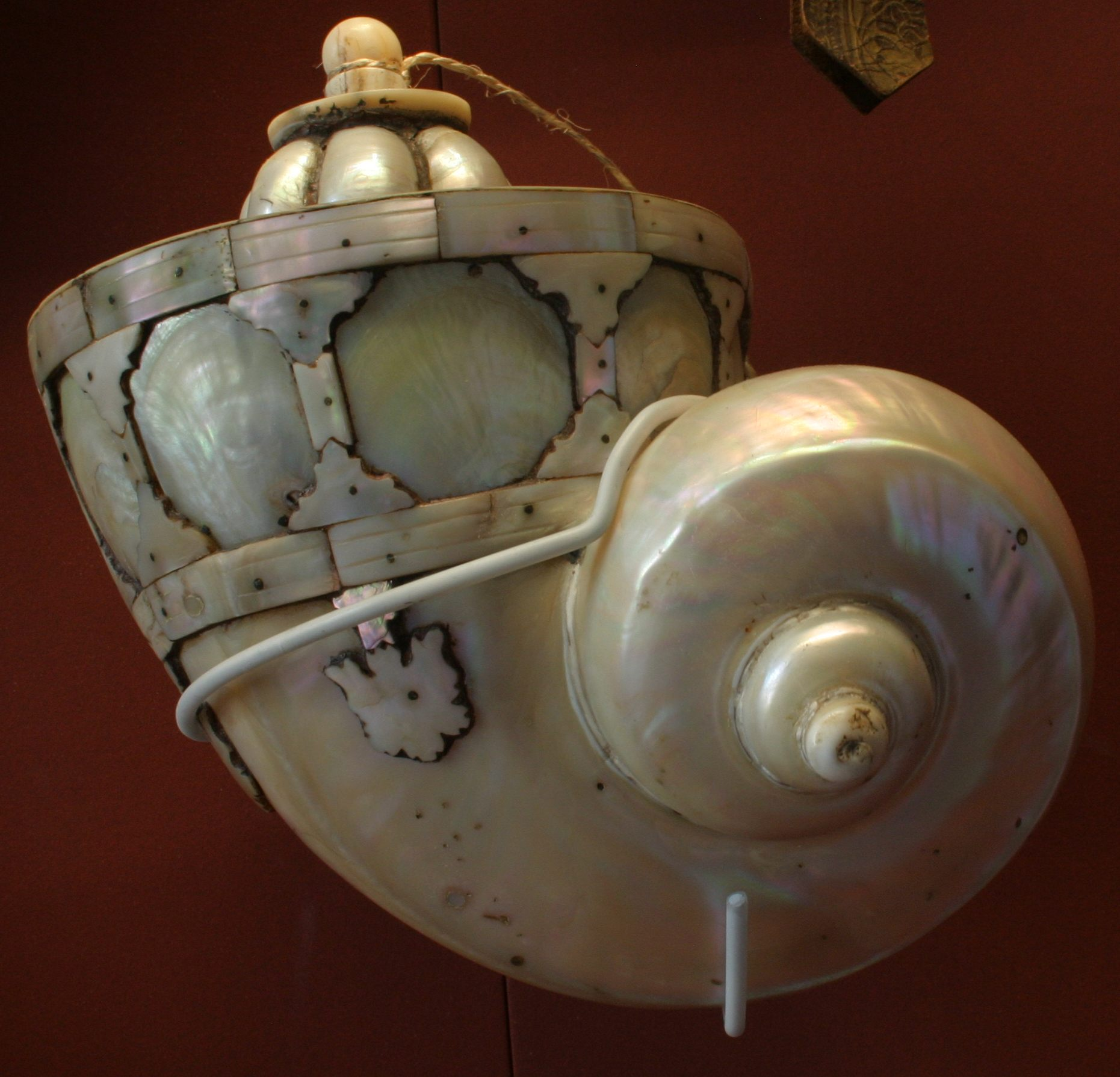
فلاسک باروت، سال ۱۷۵۰، پوسته صیقل شده یک دستارپوش مرمرین.

پوسته متمایز به طول ۱۸ سانتی‌متر رشد می‌کند. پوسته بزرگ و ناقص و جامد متورم به‌طوری عریض است. الگوی رنگ آن سبز، مرمری با سفید و قهوه‌ای غنی است.
۶ تا ۷ واپیچه صاف یا مقعر در بالا، گرد و دارای دو میل گره‌ای در زیر و یک کارینای گره‌ای قوی‌تر در بالا است. دارای توبرکلول‌های بلانت، مخصوصاً روی شانه‌های قوی است.
دهانه بزرگ و مدور آن درخشش طلایی و مرواریدی دارد. پایه پوسته تولید می‌شود. ناحیه ستونی کم و بیش حفر شده است.
دریچه زیردایره تا حدودی مقعر است. سطح بیرونی آن دارای برجستگی و سفید رنگ است.
دستارپوش مرمرین میزبان پاروپایان برون‌انگلی (Anthessius isamusi) هستند.
پوسته دستارپوش مرمرین به‌عنوان منبع مادرمروارید استفاده می‌شود. دریچه بزرگ دستارپوش مرمرین به عنوان وزنه کاغذ یا ایست در فروخته می‌شود.